# زاوية سيدي مولود الشعيبي
زاوية سيدي مولود الشعيبي أو زاوية تنس هي إحدى الزوايا في الجزائر الواقعة في بلدية تنس بدائرة تنس ضمن ولاية الشلف وجبال الظهرة وسهل الشلف، والتابعة لمنهاج الطريقة الشاذلية.

## التأسيس
تم تأسيس زاوية سيدي مولود الشعيبي خلال القرن التاسع عشر الميلادي من طرف مولود بن علي الشعيبي (1815م-1918م) أجل التربية والتعليم في أعالي بلدية تنس في جبال الظهرة، وكانت بمثابة منارة استضاء بها أهل سهل الشلف وسهل خميس مليانة لعقود.
وكانت هذه المنطقة زاخرة بالعديد من الزوايا التي من بينها «زاوية سيدي أمحمد بن علي» بالأبيض مجاجة، و«زاوية سيدي بوشعيب» بعين مران، و«زاوية الشعابنية» بتاوقريت، و«زاوية عتبة بن عتبة» بالشلف، و«زاوية سيدي صالح» بالحجاج، و«زاوية سيدي الخياطين» ببوقادير، و«زاوية سيدي مكراز» ببني بوعتاب، و«زاوية أولاد صالح» بسنجاس، و«زاوية سيدي خليفة الشارف» بصبحة.

## شيوخ الزاوية
| رقم | الشيخ                 | البداية | النهاية |
| --- | --------------------- | ------- | ------- |
| 01  | مولود بن علي الشعيبي  | 1872م   | 1918م   |
| 02  | محمد القندوز هاشمي    | 1918م   | 1927م   |
| 03  | عبد القادر حسين       | 1927م   | 1929م   |
| 04  | حسن بن مولود الشعيبي  | 1929م   | 1942م   |
| 05  | حسين بن مولود الشعيبي | 1942م   | 1957م   |
| 06  | مولود بن حسن الشعيبي  | 1962م   | 1995م   |
| 07  | عبد القادر ميلود حسين | 1995م   | 2017م   |

## طلبة القرآن
تستضيف زاوية سيدي مولود الشعيبي العشرات من طلبة القرآن الذين يتم التكفل بهم كليا عبر توفير ظروف المعيشة والدراسة.
ويخضع برنامجهم الدراسي لمنهاج المرجعية الدينية الجزائرية تحت إشراف أساتذة أكفاء.

## التصنيف السياحي
تم تصنيف زاوية سيدي مولود الشعيبي باعتبارها معلما سياحيا من طرف «لجنة السياحة والصناعات التقليدية» في ولاية الشلف.
وصارت بذلك هذه الزاوية مُدرجة ضمن برنامج السياحة الشعائرية مع السياحة الثقافية في الجزائر.

## المهام

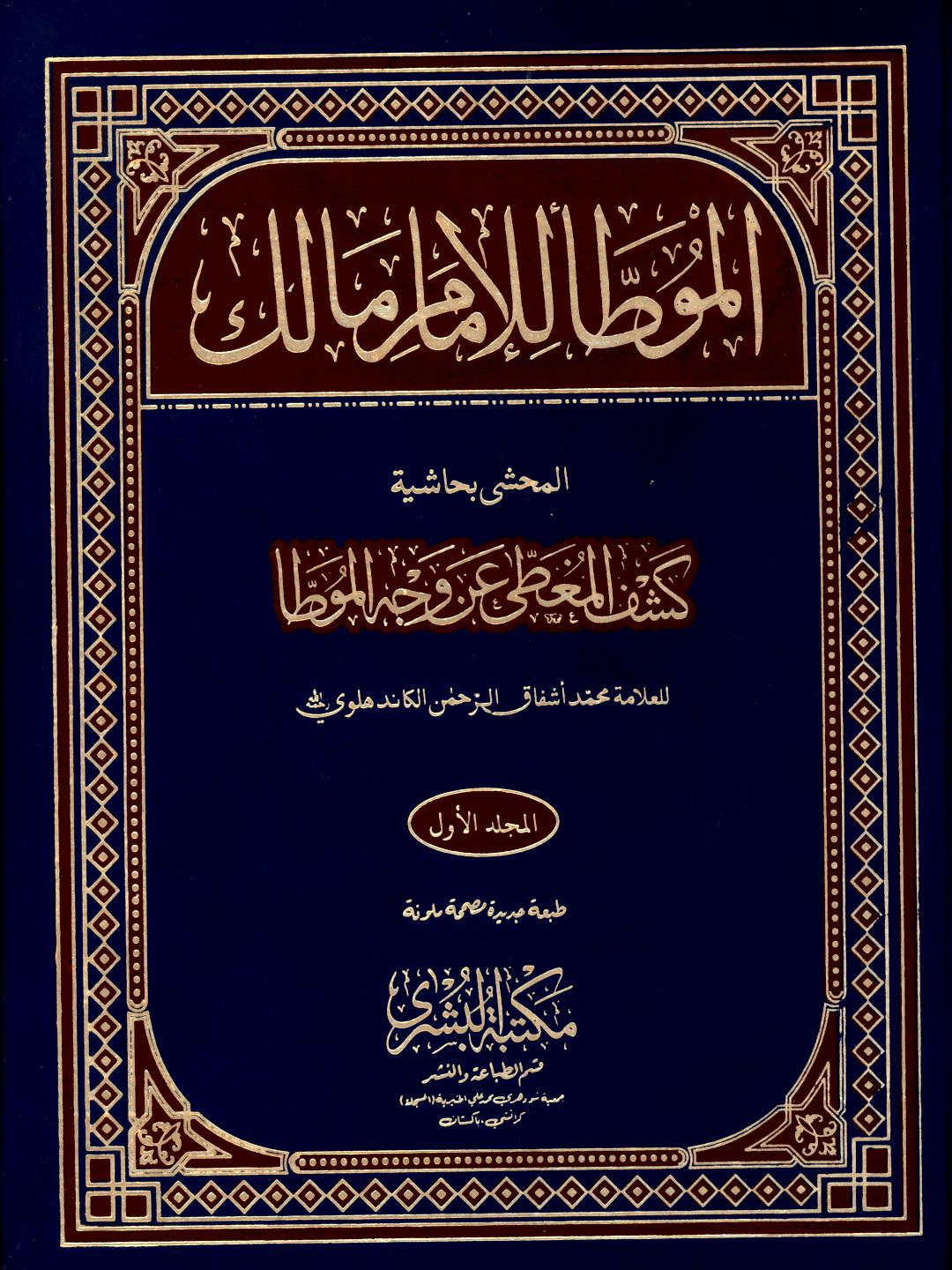
موطأ الإمام مالك

لعبت «زاوية سيدي مولود الشعيبي» أدوارا تعليمية وتربوية هامة منذ نشأتها معتمدة في ذلك على المرجعية الدينية الجزائرية، وتخرج على يديها العديد من العلماء والمصلحين ساهمـوا في نشـر تعاليـم الإسلام، وقاومـوا حملات التبشير النصراني بقيادة الكنيسة الكاثوليكية التي باركت وصاحبت الحملة الفرنسية على الجزائر.
وتتمثل مهام الزاوية حاليا في تعليم وحفظ القرآن الكريم وفق رواية ورش عن نافع من طريق الإمام الأزرق وكذلك من طريق الإمام الأصبهاني، التي اعتمدتها أجيال الشعب الجزائري منذ أكثر من اثني عشر قرنا، بما يسمح بتخرج سنوي لعشرات الطلبة الحافظين للقرآن الكريم بأحكامه والحديث النبوي الشريف ومعلمي القرآن والمرشدات الدينيات.
ويُعتمد عليهم في تأطير مختلف مساجد ولاية الشلف وخارجها، خاصة في شهر رمضان بتزويد المساجد بالمقرئين، بالإضافة إلى نشاطات سنوية ستسهر إدارة الزاوية على إقامتها بشكل منتظم في المناسبات الدينية، كإحياء ذكرى المولد النبوي الشريف وغيرها.
ويندرج نشاط هذه الزاوية ضمن العديد من الزوايا والمدارس القرآنية وكتاتيب تعليم وحفظ القرآن وأحكامه والمساجد على تراب ولاية الشلف.

## أعلام الزاوية
- الحاج بوشعيبي

## الموقع
تقع «زاوية سيدي مولود الشعيبي» على بُعد 2 كلم من الشريط الساحلي لولاية الشلف وميناء تنس، وعلى بعد 59 كلم شمال غرب سد وادي الفضة.
وهذا الموقع الرائع جنوب جبال الظهرة المطلة على وادي الشلف، يجعل منه موقعا استراتيجيا مقابلا للطريق الوطني رقم 11.
وتقع «زاوية سيدي مولود الشعيبي» على بعد 40 كلم إلى الشمال من مدينة الشلف، وتطل على وادي الشلف.
وتوجد هذه الزاوية قرب مرتفعات جبال الظهرة.

### مواضيع ذات صلة
- المرجعية الدينية الجزائرية
- وزارة الشؤون الدينية الجزائرية
- الحزب الراتب: الحزاب - الباش حزاب - السلكة - الشيخ - المريد - الورد - الوارد
- الزوايا في الجزائر
- الطريقة الرحمانية
- زاوية سيدي أمحمد بن عبد الرحمن الأزهري
- زاوية سيدي بوسحاقي الزواوي
- زاوية أولاد بومرداس
- زاوية الحمامي
- زاوية سيدي بوخروبة
- زاوية الهامل
- محمد بن عبد الرحمن الأزهري
- طريقة صوفية
- صوفية
- تاريخ التصوف
- جبال الظهرة
- سهل الشلف[الفرنسية]
- ولاية الشلف
- دائرة تنس
- بلدية تنس
- محمد بن أبي القاسم الهاملي

### فيديوهات
- تعريف بـ"زاوية سيدي مولود بن علي الشعيبي" في 2016م على يوتيوب

### وصلات خارجية
- الموقع الرسمي لوزارة الشؤون الدينية والأوقاف الجزائرية